# ديف ديفال
ديف ديفال هو مذيع طقس كندي، ولد في 1931.